# 2000年至2001年英格蘭足總盃
2000/01球季英格蘭足總盃（英語：FA Cup），是第120屆英格蘭足總盃，今屆賽事的冠軍是利物浦，他們在決賽以2:1擊敗阿仙奴，奪得冠軍。
因應溫布萊球場的翻新，本屆賽事首度移師卡迪夫千禧球場舉行決賽。

## 外部連結
1. 英格蘭足總盃官網Archive-It的存檔，存档日期2012-04-24
2. 英格蘭足總盃 歷屆冠軍（页面存档备份，存于）